# Partnerschap voor de Vrede
Het Partnerschap voor de Vrede is een programma van de NAVO gericht op bevordering van het vertrouwen tussen de NAVO en andere landen in Europa en de voormalige Sovjet-Unie. Het Partnerschap voor de Vrede heeft 21 leden. Het was een Amerikaans initiatief op de vergadering van de NAVO in Travemünde, Duitsland op 20 en 21 oktober 1993. De organisatie werd opgericht op 10 en 11 januari 1994 in Brussel, België.

## Huidige lidstaten

Partnerschap voor de Vrede
Voormalige leden, nu lid van de NAVO

### Voormalige republieken van de Sovjet-Unie
- Armenië 5 oktober 1994
- Azerbeidzjan 4 mei 1994
- Georgië 23 maart 1994
- Kazachstan 27 mei 1994
- Kirgizië 1 juni 1994
- Moldavië 16 maart 1994
- Rusland 22 juni 1994
- Tadzjikistan 20 februari 2002
- Turkmenistan 10 mei 1994
- Oekraïne 8 februari 1994
- Oezbekistan 13 juli 1994
- Wit-Rusland 11 januari 1995

### Voormalige landen vanJoegoslavië
- Bosnië en Herzegovina 14 december 2006
- Servië 14 december 2006

### EU-lidstaten
- Ierland 1 december 1999
- Malta 26 april 1995
- Oostenrijk 10 februari 1995

### Andere landen
- Zwitserland 11 december 1996

## Voormalige lidstaten

### Lid van de NAVO sinds 12 maart 1999
- Hongarije
- Polen
- Tsjechië

### Lid van de NAVO sinds 29 maart 2004
- Bulgarije
- Estland
- Letland
- Litouwen
- Roemenië
- Slowakije
- Slovenië

### Lid van de NAVO sinds 1 april 2009
- Albanië
- Kroatië

### Lid van de NAVO sinds 5 juni 2017
- Montenegro

### Lid van de NAVO sinds 27 maart 2020
- Noord-Macedonië

### Lid van de NAVO sinds 4 april 2023
- Finland

### Lid van de NAVO sinds 7 maart 2024
- Zweden